# Regensberg
Regensberg, met ca. 470 inwoners (2017), is een gemeente en plaats in het Zwitserse kanton Zürich en maakt deel uit van het district Dielsdorf. Het plaatsje heeft een kasteel met rondom een aantal pittoreske straatjes.

## Geboren
- Johann Jakob Rüttimann (1813-1876), jurist, hoogleraar, rechter en politicus, voorzitter van de Kantonsraad en het Bondshooggerechtshof